# Hamburger Straße
Hamburger Straße – stacja metra hamburskiego na linii U3. Stacja została otwarta 1 marca 1912. Znajduje się w dzielnicy Barmbek-Süd.

## Położenie
Stacja Hamburger Straße jest stacją położoną na wiadukcie. Znajduje się nad Wagnerstraße i równolegle do tytułowej Hamburger Straße. 
Początkowo nazwa stacji brzmiała "Wagnerstraße".